# Colophon eastmani eastmani
Colophon eastmani eastmani es una subespecie de coleóptero de la familia Lucanidae.

## Distribución geográfica
Habita en Sudáfrica.